# Sint-Catharinakapel (Houthalen)

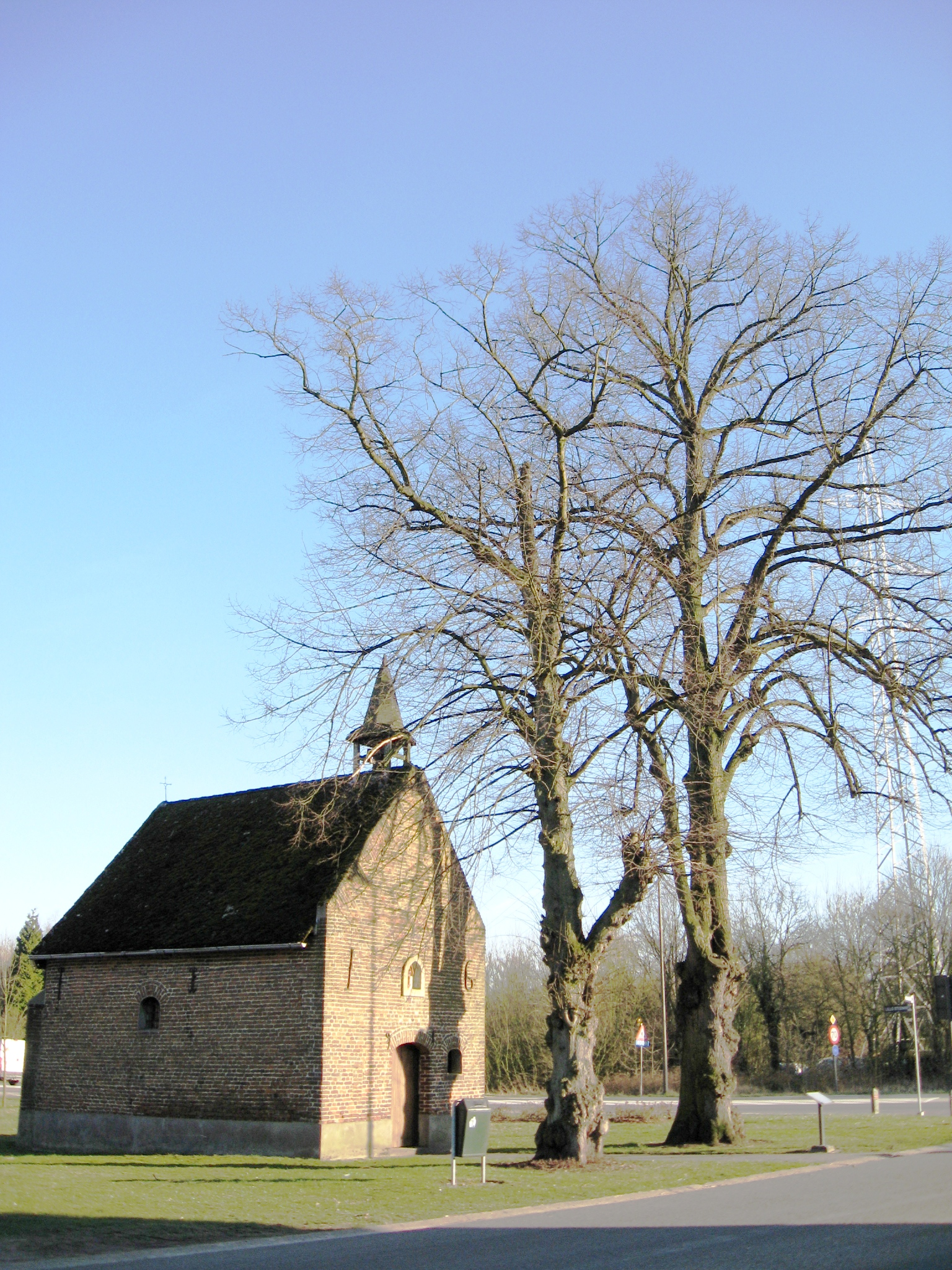
De Sint-Catharinakapel

De Sint-Catharinakapel te Houthalen is een kapel uit 1617, toegewijd aan Catharina van Alexandrië. De kapel vormt samen met de langgevelhoeve van de familie Claes een beschermd dorpsgezicht in het gehucht Lillo. Gezien een zekere  Willem Theus op 18 oktober 1595 voor de schepenbank verscheen om er in naam van de cappellen van Leyelo de ontvangst van de rente van één gulden te laten registreren, wijst dat erop dat er toen reeds een kapel bestond.
De kapel was eeuwenlang een populair bedevaartsoord voor de heilige Catharina. Als patrones van de molenaars waakte ze over de voormalige graanmolen aan de Mangelbeek. Ze bezit een barokke portiekaltaar uit gemarmerd hout . De deur vertoont sporen van de inslagen van mitrailleurkogels. Ze herinneren aan de bevrijding van het gehucht Lillo tijdens de Tweede Wereldoorlog.